# 王九德
王九德（1552年—？），字惟恒，號敏庵，河南開封府祥符縣人，民籍，明朝政治人物。

## 生平
隆庆四年（1570年）庚午科河南鄉試第十四名，萬曆八年（1580年）庚辰科會試第二百七十六名，登三甲第二百一十四名進士。都察院觀政，十一年授刑部主事，十五年升户部员外郎，十六年升郎中，十七年升顺庆知府，二十年致仕。

## 家族
曾祖王政；祖父王澄，曾任散官；父王廷相，曾任王府典膳。母張氏。